# Charles-Auguste Fraikin
Pour les articles homonymes, voir Fraikin.
Charles-Auguste Fraikin, né à Herentals (Belgique) le 14 juin 1817 et mort à Schaerbeek le 22 novembre 1893, est un sculpteur statuaire néo-classique belge. 
Élu membre de l'Académie des beaux-arts de Belgique à 29 ans, il devient le deuxième conservateur du département des sculptures du musée des beaux-arts de Bruxelles.

## Biographie

### Famille
Né à Herentals, le 14 juin 1817, Charles-Auguste Fraikin est le neuvième et dernier enfant de Jean-Baptiste Fraikin (1771-1833), notaire, et de Thérèse Van Luyck (mariés en 1800) et également parents de Louis Félix Fraikin (1810), chimiste, pharmacien et brièvement sculpteur. Les ressources financières de la nombreuse famille Fraikin sont épuisées par les nécessités de l'existence. Le 22 juillet 1857, Charles-Auguste Fraikin épouse Sophie Devis (1838-1919), jeune fille de la haute bourgeoisie de vingt-et-un ans sa cadette. Le couple, établi chaussée de Haecht à Schaerbeek, a trois enfants : Marguerite (1860-1940), Paul (1863-1848), lieutenant de génie, Blanche (1864-1941).

### Formation
Charles-Auguste, inscrit à l'école communale primaire de Herentals, à l'âge de six ans, reçoit une instruction dispensée exclusivement en néerlandais. Il effectue une courte scolarité au collège de Herentals, où il apprend quelques rudiments de latin. Né loin de tout grand centre d'activité intellectuelle et artistique, il perçoit cependant dès sa plus tendre enfance, un goût prononcé pour l'art. Encouragé par son père qui l'envoie chez un de ses parents à Anvers, où il suit dès l'âge de 12 ans, les cours de dessin à l'Académie royale des beaux-arts d'Anvers sous la direction de Mathieu-Ignace Van Brée, dont il attire l'attention grâce à ses progrès rapides et en se classant parmi les premiers élèves d'une classe qui en comprend une centaine.
En 1833, la mort accidentelle de son père, après une chute d'une diligence, le rappelle à la réalité. À l'article de la mort, Jean-Baptiste Fraikin conseille à son fils de 15 ans de se rendre à Bruxelles, afin de se placer dans un atelier de peinture. Logeant dans un grenier d'un ami de la famille, il commence, sollicité par son frère aîné Louis, devenu son tuteur, afin d'assurer sa subsistance, des études d'apothicaire à Bruxelles grâce aux quelques connaissances qu'il possède de la langue latine. Il travaille d'abord pour le pharmacien André Van Tilborgh rue du Marché-aux-Tripes, et s'y adonne à des essais d'aquarelle, ce qui courrouce son maître qu'il décide de quitter. Il entre ensuite, pour une durée de trois ans, au service du pharmacien Auguste-Donat De Hemptine, brillant chimiste et beau-frère de François-Joseph Navez, peintre très en vogue et directeur de l'Académie royale des beaux-arts de Bruxelles. Ce dernier découvre rapidement le talent du jeune Fraikin qui apprend le français et la chimie. L'apprenti artiste encouragé, se hâte de terminer ses études d'apothicaire, qu'il réussit avec distinction en 1836, pour enfin pouvoir se consacrer à l'art. Cependant, De Hemptine lui propose de gérer une officine de pharmacie à Genappe, ce qu'il accepte et réforme la pharmacie en la décorant selon ses goûts picturaux.
Charles-Auguste Fraikin, quittant l'officine de pharmacie, décide, encouragé par le statuaire de renom Pierre Puyenbroeck, de rejoindre, à Bruxelles, durant cinq ans son atelier afin d'y apprendre la sculpture qui le passionne depuis qu'il a assisté le 23 septembre 1838 à l'inauguration de la statue du général Belliard, réalisée par Guillaume Geefs. Quelques mois plus tard, il s'installe auprès de son frère Quai au Bois no 5 à Bruxelles. Il est engagé chez Puyenbroeck comme praticien, un rôle mineur qui consiste à tailler le marbre ou la pierre selon un modèle donné. Toutefois, désireux d'évoluer rapidement, il abandonne l'atelier de Puyenbroeck pour apprendre le modelage à l'Académie royale des beaux-arts de Bruxelles, où il est admis, en 1840, dans la classe d'après l'antique, puis, grâce au directeur François-Joseph Navez, dans la classe d'après nature. Six mois plus tard, il est classé premier au concours et atteint dès lors le but qu'il s'était fixé.

### Carrière artistique

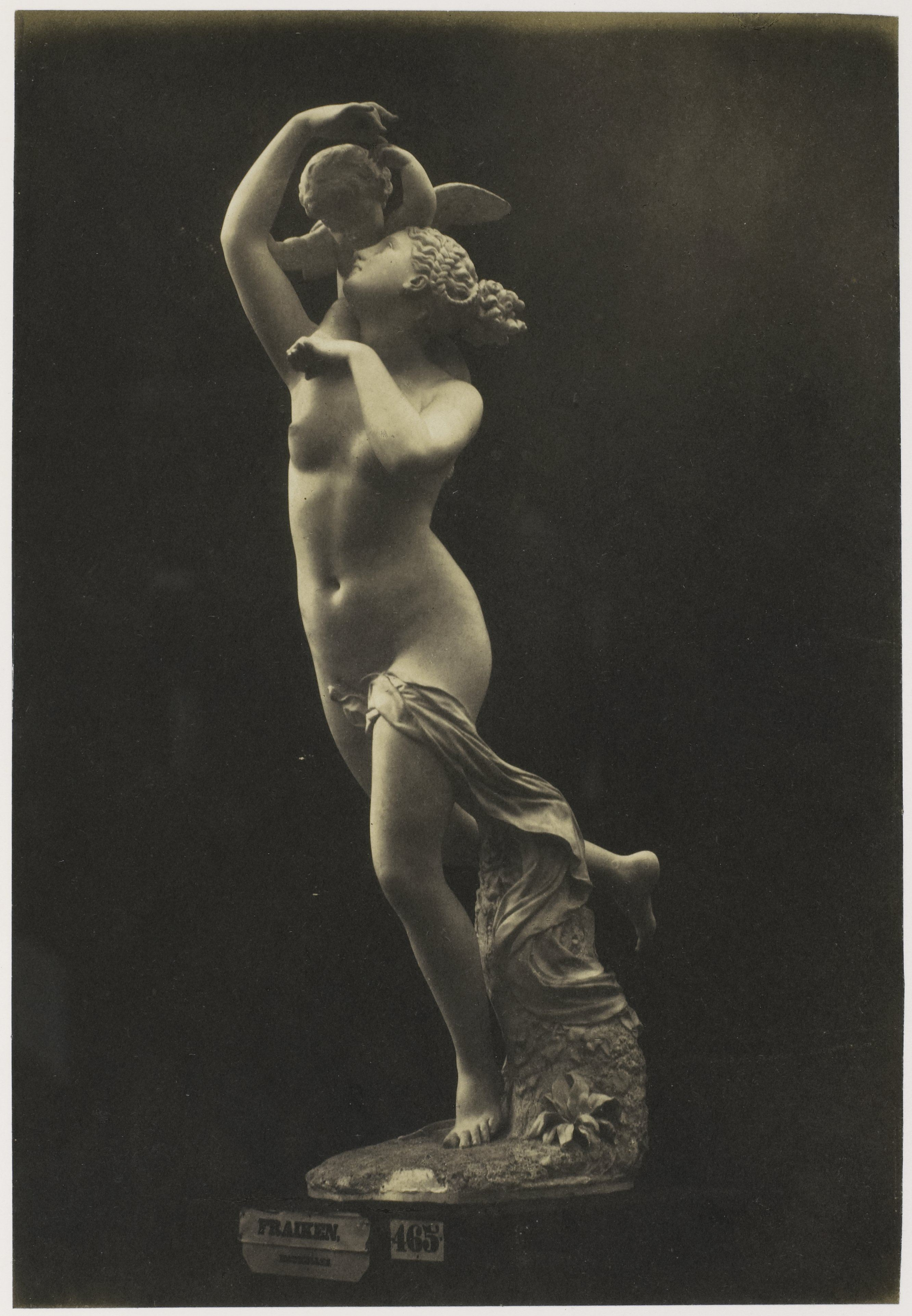
Psyché appelant l'Amour à son secours, version de 1851 du marbre de Charles-Auguste Fraikin exposée au Salon de Bruxelles de 1848.

Exposant pour la première fois, Charles-Auguste Fraikin présente Une Jeune fille cueillant des fleurs au Salon de Bruxelles de 1839, mais il connaît le succès au Salon de 1842 en exposant son groupe en marbre Venus à la colombe, reproduit en grand nombre et bientôt diffusé dans l'Europe entière. En 1842, il expose également sa Baigneuse surprise qui lui vaut de recevoir sa première commande officielle du gouvernement, assortie d'une subvention de mille francs afin de l'inciter à voyager afin de se perfectionner. Une seconde commande gouvernementale lui est octroyée pour réaliser Saint Paul, statue destinée à l'église de Spy.
Lors du Salon de Bruxelles de 1845, c'est la reine des Belges qui remarque son œuvre L'Amour captif et en avise le roi Léopold Ier auquel elle présente l'artiste. Désormais, les commandes officielles se succèdent et Charles-Auguste Fraikin sera toute sa vie, honoré de la bienveillance des souverains belges et lui assurant une aisance matérielle qu'il n'avait jamais connue. En 1845, il effectue un voyage d'une année en Italie, où, accompagné de deux amis, il visite les ateliers, les églises, les monuments et les musées. En 1850, c'est au tour de la grande-duchesse Marie de Russie, mécène et bientôt présidente de l'Académie des beaux-arts, de lui passer une commande pour le musée de l'Ermitage. En 1847, il devient membre de l'Académie royale des sciences, des lettres et des beaux-arts de Belgique.
Selon Adolphe Siret, en 1848, la statuaire tâtonne en Belgique. Il n'existe pas encore de parti pris entre l'imitation mythologique et le pastiche du gothique. Au Salon, Charles-Auguste Fraikin, grâce à son talent plein de sève, rappelle quelque peu Canova, pour la perfection des détails : La Comédie, bas-relief, L'Amour captif, marbre commandé par le gouvernement, Psyché appelant l'amour à son secours et deux bustes en marbre. Le critique de La Revue des Flandres, Josse Cels, ne partage pas cette vision, estimant que Fraikin a exposé des créations trop libres et que les formes les plus grâcieuses et les contours les plus coulants ne sauraient racheter l'oubli des convenances.
Lors de l'Exposition universelle de 1855 de Paris, son Amour au berceau séduit l'impératrice Eugénie qui fait placer le marbre dans sa chambre à coucher au palais des Tuileries. Afin de fêter la naissance, en 1858, de la princesse Louise de Belgique, premier enfant du roi, le Cercle artistique et littéraire de Bruxelles offre aux souverains belges, L'Abondance, statue de Fraikin. Dans les années 1860, les commandes abondent et Fraikin continue à réaliser ses œuvres représentant souvent des enfants car elles constituent une bonne part de son succès. À partir de 1863, il forme plusieurs élèves, tels Guillaume De Groot, Charles Van Oemberg.
D'autre part, il participe depuis le milieu du XIXe siècle à l'enrichissement de la statuaire publique à Bruxelles, notamment grâce à ses réalisations : hôtel de ville, Fontaine Rouppe, colonne du Congrès … Sa statue L'Artiste, exposée à Paris lors de l'Exposition universelle de 1878, lui vaut d'être nommé chevalier de la Légion d'honneur. L'année suivante, la Royal Academy of Arts de Londres lui consacre une rétrospective.

### Dernières années
En 1883, il devient membre correspondant de l'Institut de France.
Tandis que l'on s'apprêtait à inaugurer le Monument au général Liagre, dernière œuvre réalisée par l'artiste, Charles-Auguste Fraikin meurt subitement le 22 novembre 1893 à son domicile, chaussée de Haecht no 198 à Schaerbeek, à l'âge de 76 ans. Ses funérailles, accompagnées par les honneurs militaires, ont lieu trois jours plus tard, en l'Église Saint-Servais de Schaerbeek, avant son inhumation à Herentals.

## Œuvres
Liste non exhaustive. 

### Espace public
- 1846 : Onze statues en pierre de France, portail nord de l'hôtel de ville de Bruxelles ;
- 1846 : Henri Ier duc de Brabant, statue en pierre ornant l'hôpital Saint-Jean de Bruxelles ;
- 1848 : La personnification de Bruxella, statue en marbre ornant la fontaine Rouppe à Bruxelles, œuvre de l'architecte Joseph Poelaert ;
- 1852 : La Chapelle-mausolée de la reine Louise en l'église Saints-Pierre-et-Paul d'Ostende ;
- 1859 : Liberté des Cultes, une des quatre statues en bronze aux angles de la colonne du Congrès ;
- 1863 : Mausolée de Félix de Merode, à la cathédrale Saints-Michel-et-Gudule de Bruxelles ;
- 1864 : le Monument des comtes d'Egmont et de Hornes qui orne la place du Petit Sablon à Bruxelles ;
- 1881 : Monument à Adolphe Quetelet, palais des Académies de Bruxelles ;
- 1886 : Statue du roi Léopold Ier à la Chambre des représentants à Bruxelles ;
- 1893 : Monument au général Liagre, Bois de la Cambre[2] ;

### Collections muséales
- 1843 ? Victoria, reine d'Angleterre, buste en plâtre, entré en 1941 (inventaire no 3213) aux Musées royaux des Beaux-Arts de Belgique ;
- 1845 : L'Amour captif, médaille d'or au Salon de Bruxelles, entré en 1849 (inventaire no 1052) aux Musées royaux des Beaux-Arts de Belgique ;
- 1848 : Psyché appelant l'Amour à son secours entré en 1951 (inventaire no 6617) aux Musées royaux des Beaux-Arts de Belgique ;
- 1850 : L'Amour captif conservé au musée de l'Ermitage à Saint-Pétersbourg ;
- 1856 : Justa de Potter, buste en marbre, entré en 1912 (inventaire no 4002) aux Musées royaux des Beaux-Arts de Belgique ;
- 1857 : Le Sommeil, statue couchée en marbre, entrée en 1948 (inventaire no 6411) aux Musées royaux des Beaux-Arts de Belgique ;
- 1857 : Le Sommeil, statue couchée en marbre, entrée en 1920 au Musée royal de Mariemont ;
- 1869 : Le Triomphe de Bacchus, groupe en marbre, entré en 1889 (inventaire no 3133) aux Musées royaux des Beaux-Arts de Belgique ;
- 1877 : Adolphe Quetelet, astronome, esquisse en terre crue, entré en 1945 (inventaire no 6371) aux Musées royaux des Beaux-Arts de Belgique ;
- 1881 : Eugène Verboeckhoven, buste en Hermès, marbre, entré en 1881 (inventaire no 2836) aux Musées royaux des Beaux-Arts de Belgique ;
- 1882 : Eugène Verboeckhoven, buste en Hermès, plâtre, entré en 1930 (inventaire no 4881) aux Musées royaux des Beaux-Arts de Belgique ;
- 1887 : La Mère de Moïse, marbre, entré en 1888 (inventaire no 1064) au Musée royal des Beaux-Arts d'Anvers ;
- 1890 : Louis Gallait, peintre, buste en marbre, entré en 1890 (inventaire no 3177) aux Musées royaux des Beaux-Arts de Belgique ;
- 1891 : Louis Robbe, peintre, buste en plâtre, entré en 1891 (inventaire no 3213) aux Musées royaux des Beaux-Arts de Belgique ;
- s.d. : Buste de monsieur Simons, marbre conservé (inventaire no 1920-S) au Musée des Beaux-Arts de Gand.

### Expositions
- 1839 : Une Jeune fille cueillant des fleurs, Salon de Bruxelles ;
- 1840 : La Toilette, buste en plâtre, Salon d'Anvers ;
- 1842 : Venus à la colombe, groupe Salon de Bruxelles ;
- 1842 : Baigneuse surprise, Salon de Bruxelles ;
- 1848 : Psyché appelant l'Amour à son secours, Salon de Bruxelles ;
- 1848 : La Comédie, Salon de Bruxelles ;
- 1851 : Une Madone, Exposition universelle de Londres ;
- 1854 : La Vierge, Salon de Bruxelles ;
- 1854 : Madone, Salon de Bruxelles ;
- 1854 : Tête voilée, Salon de Bruxelles ;
- 1855 : Amour au berceau, Exposition universelle de Paris ;
- 1857 : Le Sommeil, statue en marbre, Salon de Bruxelles ;
- 1857 : La Fée des eaux, buste en marbre, Salon de Bruxelles ;
- 1857 : La Fée des bois, buste en marbre, Salon de Bruxelles ;
- 1857 : La Vierge, statuette en marbre, Salon de Bruxelles ;
- 1863 : Tête de Venus anadyomène, marbre, Salon de Bruxelles ;
- 1863 : Le Pigeon captif, marbre, Salon de Bruxelles ;
- 1863 : La Barque de l'Amour, marbre, Salon de Bruxelles ;
- 1872 : Un Premier enfant, groupe en marbre, Salon de Bruxelles ;
- 1872 : L'Artiste, marbre, Salon de Bruxelles ;
- 1872 : Béatrice d'Este, buste en marbre, Salon de Bruxelles ;
- 1875 : Une Mère, Salon de Paris ;
- 1875 : Le Bourdon, statue en marbre, Salon de Bruxelles ;
- 1875 : Buste de Mademoiselle Platteau, marbre, Salon de Bruxelles ;
- 1887 : La Mère de Moïse, Salon de Bruxelles.

### Églises et demeures privées
- 1843 : Saint Paul, statue, église de Spy ;
- 1844 : Les Neuf Muses, bas-relief, et Apollon, statue, château à Trois-Fontaines, près de Vilvorde ;
- 1854 : Les Trois arts, groupe en bronze, chez le comte d'Oultremont à Warfusée ;

Ses œuvres sont présentes dans de nombreux musées en Belgique et à l'étranger, ainsi qu'au musée Fraikin à Herentals (collection des plâtres de son atelier).

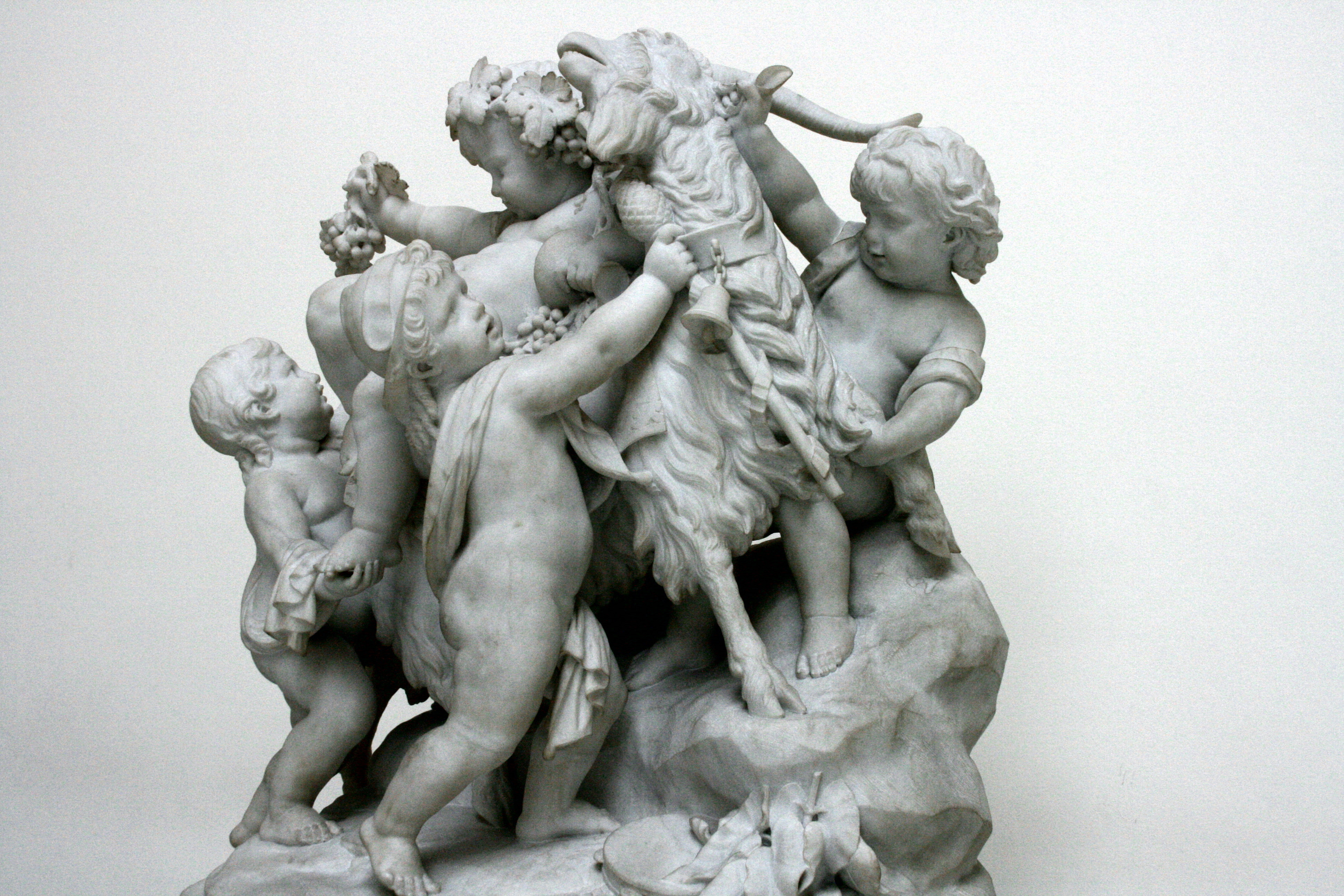
Le Triomphe de Bacchus aux Musées royaux des beau-arts de Belgique.
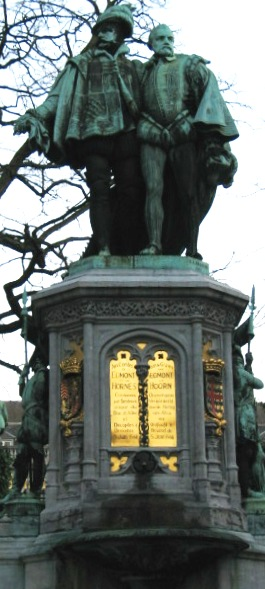
Fontaine d'Egmont et de Hornes au square du Petit-Sablon à Bruxelles.
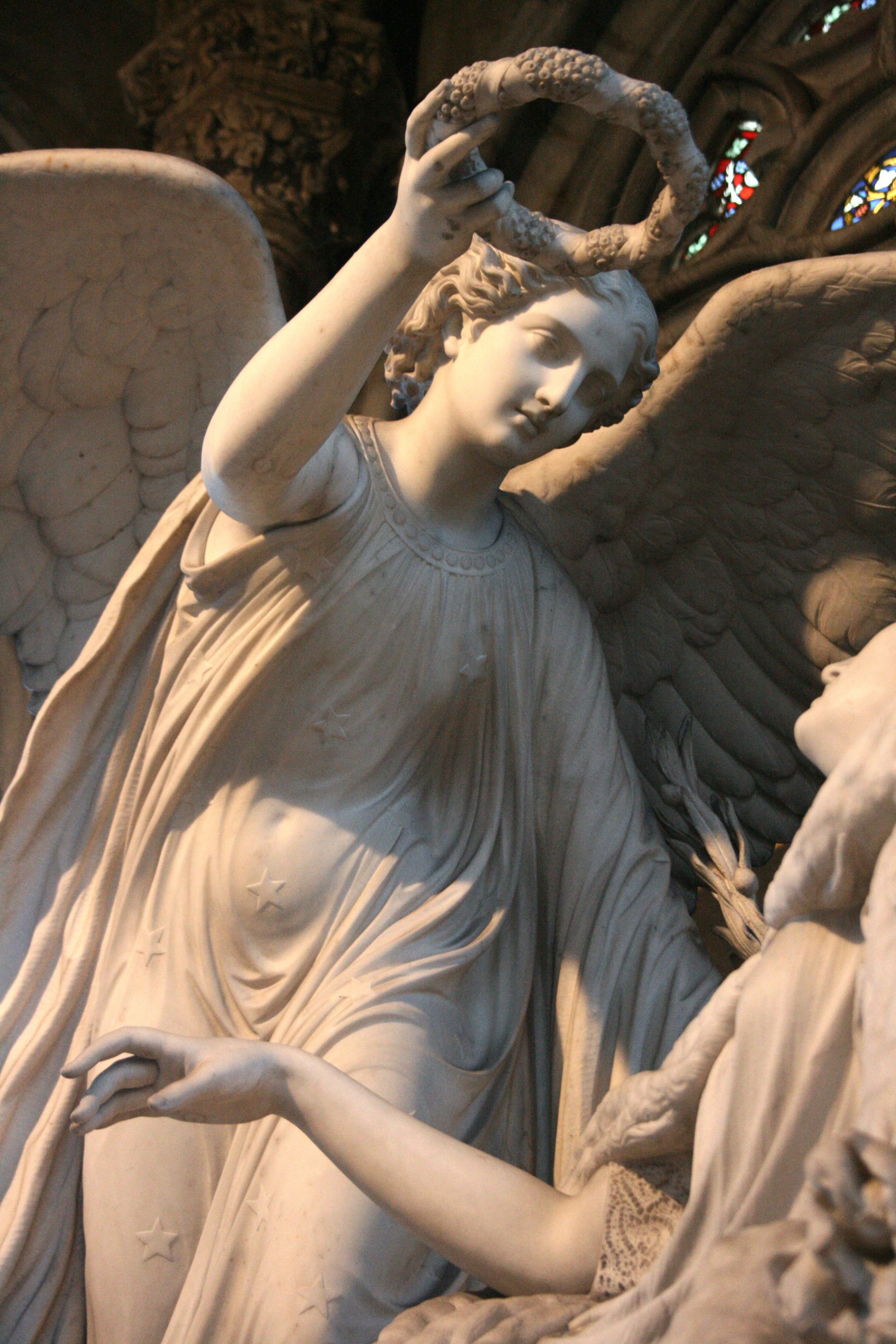
Mausolée de la reine Louise en l'église Saints-Pierre-et-Paul à Ostende (détail).
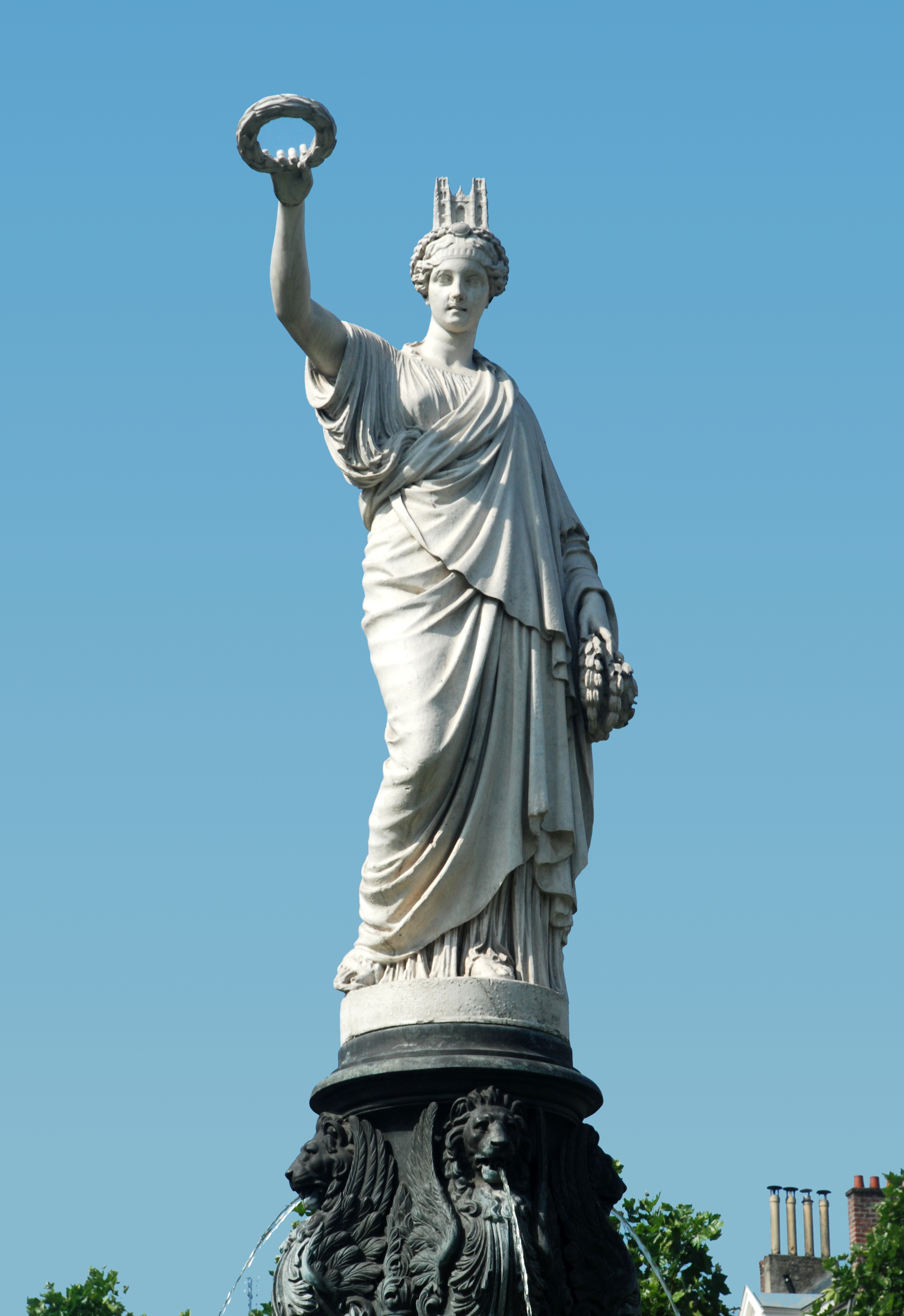
Statue en marbre de la fontaine Rouppe.
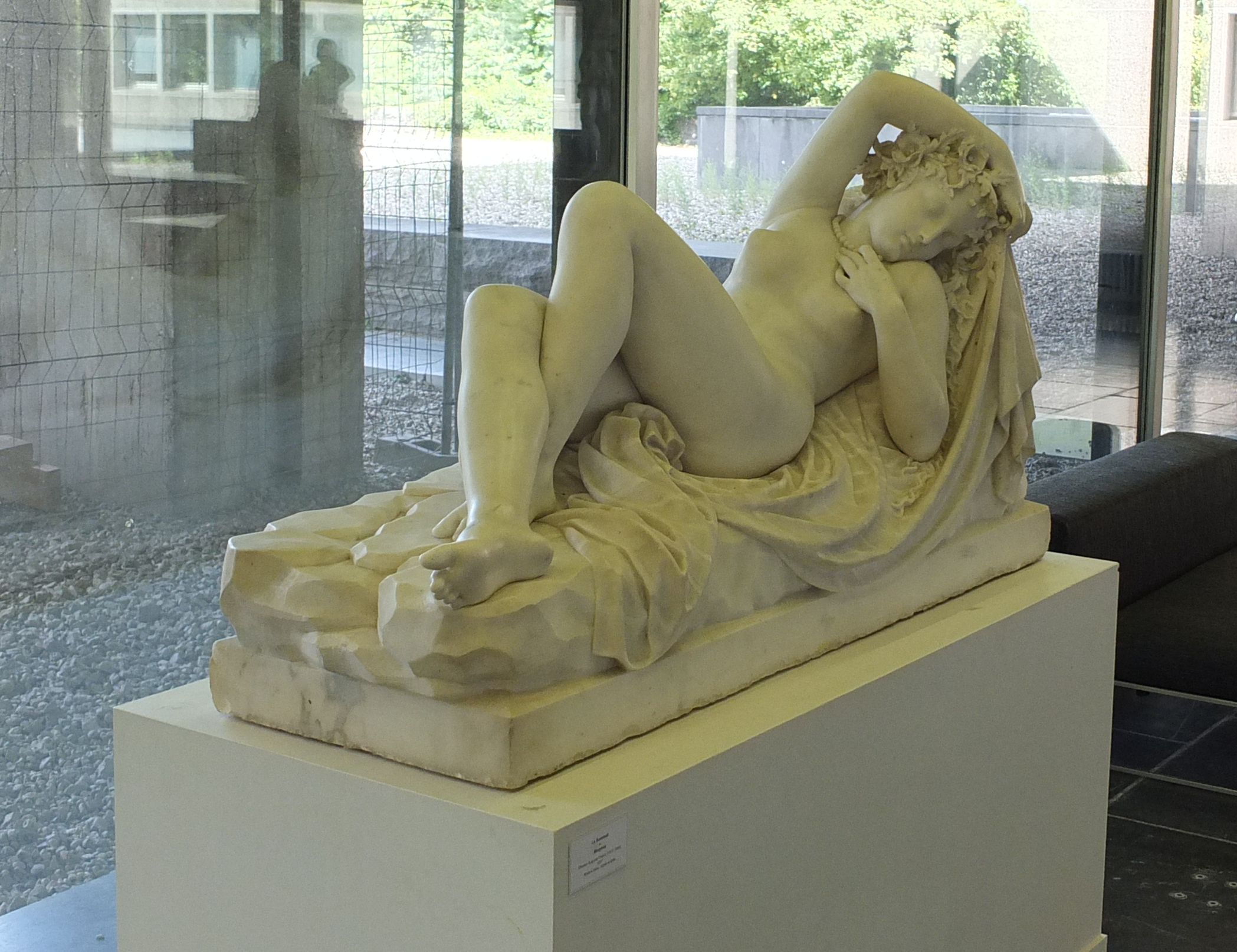
Le Sommeil, Musée royal de Mariemont.

## Distinctions et marques d'honneurs
- Chevalier de l'ordre de Léopold (24 septembre 1848)[17].
- Commandeur de l'ordre de Léopold (19 décembre 1864)[18].
- Chevalier de l'ordre du Christ (Portugal, 8 décembre 1853)[19].
- Commandeur de l'ordre du Christ (Portugal, 8 octobre 1881)[20].
- Grand-croix de l'ordre de la Maison ernestine de Saxe (Duchés saxons, 8 janvier 1856)[19].
- Chevalier de l'ordre du Mérite civil de Saxe.
- Chevalier de la Légion d'honneur (1878) (France)[21].
- Membre de plusieurs académies étrangères : honoraire de l'Académie impériale de Vienne, non résident de la Société de la trinité de Dallas[22].
- Membre de plusieurs académies belges : membre de l'Académie royale des sciences, des lettres et des beaux-arts de Belgique, membre effectif de la Commission royale des monuments, membre de la Commission directrice des musées royaux de peinture et de sculpture, membre de la Société des sciences, des lettres et des arts du Hainaut, membre correspondant de l'Institut artistique de Gand, membre correspondant du Cercle des arts, des lettres et des sciences d'Anvers et membre honoraire du Cercle artistique de Liège[22].
- Toutes les répliques de ses œuvres garnissant sa demeure sont, peu après sa mort, regroupées à l'hôtel de ville de Herentals qui y crée le musée Fraikin.
- Une rue de Schaerbeek a reçu son nom.